# Pseudophoxinus crassus
Espèce
Synonymes
- Acanthorutilus crassus Ladiges, 1960[2] [3]
- Phoxinellus crassus (Ladiges, 1960)[3]

Statut de conservation UICN

 EN B2ab(i,ii,iii,iv) : En danger
Pseudophoxinus crassus (Fat spring minnow en anglais) est un poisson d'eau douce de la famille des Cyprinidae.

## Répartition
Pseudophoxinus crassus est endémique du centre de l'Anatolie en Turquie.

## Description
La taille maximale connue pour Pseudophoxinus crassus est de 198 mm.

## Étymologie
Son nom spécifique,  du latin crassus, « épais, gras », est supposé se référer à sa morphologie par rapport à Pseudophoxinus maeandricus.

## Publication originale
- Ladiges, 1960 : Süßwasserfische der Türkei, I. Teil Cyprinidae. Mitteilungen aus dem Hamburgischen Zoologischen Museum und Institut, vol. 58, p. 105-150[6].